# Società Polisportiva Ars et Labor 1945-1946
Questa pagina raccoglie le informazioni riguardanti la Società Polisportiva Ars et Labor nelle competizioni ufficiali della stagione 1945-1946.

## Stagione
Dopo il disastro bellico tutte le attività, comprese quelle sportive, tornano a nuova vita. La massima formazione calcistica ferrarese, dopo alcuni anni in cui aveva scelto la denominazione di Associazione Calcio Ferrara, riprende l'originario e glorioso nome di Società Polisportiva Ars et Labor con le casacche biancoazzurre, tenute a battesimo dal nuovo presidente Edmondo Bucci.
Nel nord Italia ancora nel caos del dopoguerra, oltre alla Serie A si dà vita ad un campionato misto denominato Serie B-C, suddiviso in tre gironi. La SPAL, affidata al tecnico dell'ungherese József Violak, si guadagna l'ammissione in Serie B grazie all'ottavo posto nel girone C, chiudendo con il campo di casa imbattuto e mettendo in luce il bomber piacentino Mario Astorri, autore di 11 reti in 19 partite.

## Rosa
| N. |                   | Ruolo | Calciatore           |
| -- | ----------------- | ----- | -------------------- |
|    | Italia (bandiera) | P     | Ugo Ceresa           |
|    | Italia (bandiera) | P     | Marino Zagagnoni     |
|    | Italia (bandiera) | D     | Indro Cenci          |
|    | Italia (bandiera) | D     | Ardemio Faccioli     |
|    | Italia (bandiera) | D     | Plinio Patuelli      |
|    | Italia (bandiera) | D     | Bruno Zorzi          |
|    | Italia (bandiera) | C     | Edos Barbini         |
|    | Italia (bandiera) | C     | Valentino Coloredo   |
|    | Italia (bandiera) | C     | Giovanni De Giovanni |
|    | Italia (bandiera) | C     | Riccardo Della Puppa |

| N. |                   | Ruolo | Calciatore           |
| -- | ----------------- | ----- | -------------------- |
|    | Italia (bandiera) | C     | Ilaro Mantovani      |
|    | Italia (bandiera) | C     | Ilio Mariotti        |
|    | Italia (bandiera) | C     | Serafino Montanari   |
|    | Italia (bandiera) | C     | Giuseppe Pavan       |
|    | Italia (bandiera) | A     | Mario Astorri        |
|    | Italia (bandiera) | A     | Edos Barbini         |
|    | Italia (bandiera) | A     | Filippo Belardini    |
|    | Italia (bandiera) | A     | Ermanno Poggipollini |
|    | Italia (bandiera) | A     | M. Vendemmiati       |
|    | Italia (bandiera) | A     | Aurelio Zennaro      |

## Risultati

### Serie B-C nord (girone C)

#### Girone di andata
| Ferrara 14 ottobre 1945 1ª giornata | SPAL             | 0 – 0 | Cesena | Stadio Comunale\| Arbitro: \| Cecconi (Padova) \| |
| Arbitro:                            | Cecconi (Padova) |       |        |                                                   |

| Arbitro: | Guarda (Mestre) |

|                          |           |  |
| Bortoletto 20’ Capri 89’ | Marcatori |  |

| Ferrara 28 ottobre 1945 3ª giornata | SPAL                | 0 – 0 | Verona | Stadio Comunale\| Arbitro: \| Longagnani (Modena) \| |
| Arbitro:                            | Longagnani (Modena) |       |        |                                                      |

| Arbitro: | Grattarola (Bologna) |

|                       |           |               |
| Losi 17’ Casarini 43’ | Marcatori | 61’ Montanari |

| Arbitro: | Ferrari (Milano) |

|                  |           |  |
| Zennaro 12’, 46’ | Marcatori |  |

| Arbitro: | Parpaiola (Padova) |

|  |           |                                  |
|  | Marcatori | 27’ Della Puppa 58’, 80’ Astorri |

| Arbitro: | Tassini (Verona) |

|                  |           |            |
| Zorzi 48’ (rig.) | Marcatori | 2’ Verderi |

| Arbitro: | Guarda (Mestre) |

|                   |           |  |
| Gregorin 41’, 46’ | Marcatori |  |

| Arbitro: | Scorzoni (Bologna) |

|                  |           |  |
| Zorzi 54’ (rig.) | Marcatori |  |

| Arbitro: | Marchetti (Milano) |

|                              |           |                             |
| Ortali 11’ (rig.) Godoli 25’ | Marcatori | 28’ De Giovanni 30’ Astorri |

| Arbitro: | Donati (Milano) |

|                              |           |               |
| Astorri 26’, 68’ Zennaro 71’ | Marcatori | 20’ Formentin |

#### Girone di ritorno
| Arbitro: | Scorzoni (Bologna) |

|                                          |           |                 |
| Corbelli 44’ Bonci II 53’ Lambertini 76’ | Marcatori | 14’ De Giovanni |

| Arbitro: | Pancaldi (Bologna) |

|            |           |                |
| Zennaro 3’ | Marcatori | 59’ Bortoletto |

| Arbitro: | Barbieri (Milano) |

|                              |           |            |
| Conti 13’, 18’ Di Prisco 35’ | Marcatori | 9’ Barbini |

| Ferrara 10 febbraio 1946 15ª giornata | SPAL              | 0 – 0 | Reggiana | Stadio Comunale\| Arbitro: \| Zelocchi (Modena) \| |
| Arbitro:                              | Zelocchi (Modena) |       |          |                                                    |

| Arbitro: | Marini (Monfalcone) |

|  |           |                               |
|  | Marcatori | 16’, 35’ Astorri 38’ Coloredo |

| Ferrara 24 febbraio 1946 17ª giornata | SPAL               | 0 – 0 | Panigale | Stadio Comunale\| Arbitro: \| Franchini (Modena) \| |
| Arbitro:                              | Franchini (Modena) |       |          |                                                     |

| Arbitro: | Magnoni (Milano) |

|                                              |           |                  |
| Toscani 1’, 20’ (rig.) Bellini 25’ Dazzi 79’ | Marcatori | 41’ (aut.) Setti |

| Arbitro: | Fornari (Bologna) |

|                  |           |                               |
| Astorri 32’, 48’ | Marcatori | 11’ (aut.) Zorzi 66’ Gregorin |

| Arbitro: | Grattarola (Bologna) |

|                           |           |           |
| Saccone 63’ Mantovani 89’ | Marcatori | 54’ Zorzi |

| Arbitro: | Magelli (Modena) |

|                                                        |           |            |
| Della Puppa 18’, 69’ Astorri 60’ (rig.), 87’ Pavan 88’ | Marcatori | 77’ Ortali |

| Arbitro: | Clemente (Gorizia) |

|                                 |           |                 |
| Schiavo 28’ Giuliani 81’ (rig.) | Marcatori | 90’ Della Puppa |